# Sala Biellese
Sala Biellese (piemontiul: Sala ëd Biela) település Olaszországban, Piemont régióban, Biella megyében. Lakosainak száma 562 fő (2023. január 1.). Sala Biellese Chiaverano, Donato, Torrazzo, Zubiena és Mongrando községekkel határos.

## Népesség
A település lakossága az elmúlt években az alábbi módon változott:
| Lakosok száma | 593  | 577  | 562  |
|               | 2017 | 2018 | 2023 |